# Mario Reyes
Mario Reyes “The Gipsy Man” (20 de junio de 1974) es un cantante francés de origen español.
De padres españoles y nacionalidad española, nacido en el sur de Francia por circunstancias, ya que sus padres tuvieron que emigrar. Sus abuelos lo trasladaron a España, en donde estudió y creció dentro de la música flamenca, fue parte del grupo de su familia Gipsy Kings en donde se interesó por la música árabe, emigró hacia Estados Unidos en donde le han dado varias propuestas de trabajo que lo llevaron de cantar con la reconocida cantante de árabe, Carole Samaha, a cantar junto a la actriz Sandra Echeverría para interpretar la banda sonora de la novela El Clon (2010) y hasta cantar junto al famoso Andrea Bocelli. De esa manera sus bellas canciones y su peculiar forma de cantar y tocar la guitarra lo han hecho apodarse entre los artistas "The Gipsy Man" ("El Gitano"). Además, es incuestionablemente un ciudadano del mundo por su asombroso multi-lenguaje personal, ya que domina el francés, el español, el inglés, el italiano, el catalán e incluso el “caló”, entre muchos otros más.

## Biografía
De familia y nacionalidad española, nacido en del sur de Francia, de Arlés, allá en La Camargue, zona de caballos y toros salvajes. Pero se siente tan español como sus abuelos que inmigraron a esa región donde él nació, igual que muchos de los Reyes, la enorme familia gitana de la cual también surgieron sus parientes directos, los famosos Gipsy Kings.
Hizo un dueto con Andrea Bocelli. Virtuoso de la guitarra y viajero por vocación Mario Reyes también celebra el reciente lanzamiento de su álbum “The Gipsy Man Sings From The Middle East", donde lo acompañan grandes estrellas. 
Producto de la visión conjunta de Albert Hagar, autor de la mayoría de sus canciones, y Luis Medina, cada tema refleja la fusión gitana y árabe, no sólo en su lenguaje sino también en sus arreglos, muy representativos de la cultura musical gitana y del Medio Oriente, donde ha gustado muchísimo. De origen libanés y repentinamente fallecido el 26 de diciembre de 2009, Albert Hagar deja esta grabación como la valiosa herencia que abre las puertas de El clon, telenovela en que se incorporan casi todas sus composiciones. 
Comenzó a tocar la guitarra cuando tenía entre siete y ocho años. Como Los Reyes también tienen familia en Barcelona, de allí les viene su afición por el flamenco. Sin embargo, y a raíz de su propia evolución, Mario además incursiona, y con éxito, en la por tangos, bulerías y soleá, aproximándose mucho más al llamado “flamenco puro”, una expresión musical que le encanta. 
Fanático y aventajado profesional de su instrumento, señala que sus favoritos en la guitarra son, entre otros, Camarón de la Isla, Manitas de Plata y Paco De Lucía.
Refiriéndose a quienes piensan que fue miembro titular de Los Gipsy Kings, Reyes les advierte que están en un error: “Toqué con ellos en una gira mundial. Pertenezco a la misma familia. También soy Reyes. Fui la guitarra líder con ellos en su gira de 1995. Gracias a ellos vencí mi miedo de tocar en público. La primera vez fue ante unas 15 mil personas en la Plaza Roja de Moscú. 
Confiesa que fue el famoso tenor italiano Andrea Bocelli quien le sugirió que cantaran juntos “y en español, por primera vez”. La canción compuesta por Reyes, una balada que se llama “Sin Tu Amor”, es uno de los cortes del álbum de Bocelli titulado Andrea. El mejor fruto de este interés tan suyo tiene un nombre: “The Gipsy Man Sings From the Middle East”, el disco que grabó en Los Ángeles, California, y trae duetos con los súper-astros de la música árabe Carole Samaha e Ilham Al Madfai y los promisorios nuevos talentos Qusai y Malika. Esta producción presenta como sencillos promocionales, los temas “Quédate Conmigo”, “Ana Baddy” y “El Velo del Amor”, este último lo interpreta junto a Sandra Echeverría, y que abre las puertas de El clon todas las noches, telenovela internacional en la que además se incluyen otros de esta mágica producción discográfica. 
Mario, no sólo interpreta con ritmo y pasión todas sus canciones, sino que además, en su faceta de compositor, escribe “Inocente”, inspirado en los niños víctimas de guerras, e incluido en esta, su primera producción discográfica.
Lo curioso de su discografía es que este es el primer álbum de su carrera como solista en su etapa actual. Antes también grabó, pero en una onda latin-jazz junto a músicos tan célebres como Dominique Couler, Manu Caché y Pino Paladino. 
Originalmente, Mario fue el director de Los Reyes. A partir de la temporada 1999-2000 reanudó su actividad en solitario, presentándose con su propio nombre aunque acompañado de un grupo en que hay dos guitarras, un vocalista, bajo, batería y coro femenino, lo cual le da una sólida presencia al característico son de la rumba flamenca, la base de su propuesta alrededor del mundo. 
Hace poco fue premiado con el galardón Gota de la Vida en California por la organización City of Hope, que trata a pacientes enfermos de cáncer.

## Discografía

### The Gipsy Man Sings From The Middle East (2010)
Artículo Principal: The Gipsy Man Sings From The Middle East
"The Gipsy Man Sings From The Middle East" o también conocida como "El Clon Soudtrack: Banda Sonora Original de Telemundo 2010" es el primer trabajo discográfico del cantante francés Mario Reyes, en donde marca inicio a su carrera de solista y comparte créditos con varias estrellas internacionales como Carole Samaha, Sandra Echeverría, etc.
Incluye los temas:
- Laily Lail (Con Carole Samaha)
- Habibi Kilo Kilo
- Habibi Leh
- Quédate Conmigo
- Inocente
- Yo Quiero Más
- Mustafa
- Ma Titrikny
- Ana Baddy
- Laily Lail (Remix)
- Quédate Conmigo (Remix)
- Ma Titrikny (Remix)
- El Velo Del Amor (Con Sandra Echeverría/Tema de El Clon (2010))
- Inta Habibi